# Generál výsadkových vojsk
Generál výsadkových vojsk nebo generál výsadkových jednotek (německy General der Fallschirmtruppe) byla německá generálská hodnost zavedená Wehrmachtem v roce 1940. Byla používána německou Luftwaffe.
Tato hodnost byla na stejné úrovni jako dlouho zavedené hodnosti jako byly: Generál jezdectva (General der Kavallerie), Generál dělostřelectva (General der Artillerie) a Generál pěchoty (General der Infanterie). Wehrmacht společně s ní zavedl hodnosti Generál letectva (General der Luftwaffe), Generál zásobovacích vojsk (General der Nachschubtruppe), Generál horských vojsk (General der Gebirgstruppe), Generál spojovacích vojsk (General der Nachrichtentruppe) a Generál tankových vojsk (General der Panzertruppe).

## Seznam generálů
- Bruno Bräuer
- Paul Conrath
- Richard Heidrich
- Eugen Meindl
- Hermann-Bernhard Ramcke
- Alfred Schlemm
- Kurt Student